# Lucille Gicquel
Lucille Gicquel, född 13 oktober, 1997 i Rennes (Ille-et-Vilaine), Frankrike, är en volleybollspelare (spiker).
Hon är född i Rennes och är dotter till höjdhopparen Jean-Charles Gicquel (ännu innehavare av det franska inomhusrekordet). Hon började spela volleyboll vid 12 års ålder i sin hemstad, efter att ha provat dans, gymnastik och handboll. Efter bara ett år med REC Volley började hon spelad med Institut fédéral de volley-ball lag i Toulouse 2013.
Lucille Gicquel skrev på sitt första proffskontrakt 2015, bara 17 år gammal, med RC Cannes (en klubb som vunnit varje franskt mästerskap sedan hennes födsel). Hon spelade med klubben under tre säsonger och vann franska cupen med klubben 2016 och 2018 och kom tvåa i franska mästerskapet 2016 och 2018. För att spela mer och utveckla sig valde hon 2018 att gå över till VB Nantes 2018, där hon blev en av seriens bästa poängvinnare första säsongen.  Laget kom två i franska mästerskapet (efter RC Cannes) och gick till final i franska cupen (slagna av AS Saint-Raphaël Var Volley-Ball), därigenom kvalificerade sig laget till CEV Champions League. Även den andra säsongen i klubben var framgångsrik.
Hon skrev 2020, som femte fransyska (efter Brigitte Lesage, Karine Salinas, Kinga Maculewicz och Christina Bauer), på för den italienska volleybollklubben Imoco Volley.. I september 2020, vann hon sin första titel med klubben då de vann den italienska supercupen, där hon började matchen som reserv för den italienska stjärnan Paola Egonu. Detta var generellt var fallet under säsongen. Vid flera tillfällen, framförallt då Paola vilade, blev hon utsedd till matchens bästa spelare. Med klubben vann hon italienska cupen (dock spelade hon inte i finalen), italienska mästerskapet och CEV Champions League (återigen utan att delta i finalen). Hon blir första franska att vinna Champions League sedan RC Cannes vann tävlingen 2002-2003. Efter säsongens slut valde hon att gå över till Cuneo Granda Volley för att få mer speltid.
Gicquel debuterade i seniorlandslaget 2017. Hon var med bland de 14 spelare som kallades upp av förbundskapten Émile Rousseaux till EM 2019 i Turkiet, vilket var hennes första större internationella mästerskap. Turneringen var en besvikelse då laget, trots en seger mot Bulgarien (3-2) i första matchen, slutade sist i sin grupp efter förluster mot Grekland (0-3) och Finland (1-3) och därigenom blev utslagna direkt.
Vid EM 2021 är var hon en del av Frankrikes lag som nådde kvartsfinal, trots att snittåldern bara var 22 år och fyra av spelarna inte var proffs. Detta var Frankrikes bästa resultat sedan 2013. De vann mot Bosnien (3-0) och Belgien (3-1) i gruppspelet och mot Kroatien (3-2) i åttondelsfinalen, för att sedan förlora med 3-1 mot Serbien i kvartsfinalen i Belgrad.. 